# Autocoches del GWR
Los autocoches del GWR (o autoremolques) eran un tipo de coches de pasajeros que fueron utilizados por el Great Western Railway para componer trenes de marcha reversible impulsados por una locomotora de vapor. La característica de diseño distintiva de un autocoche es la cabina de conducción en uno de sus extremos, lo que permite al maquinista controlar el tren sin necesidad de estar ubicado en la cabina de la locomotora de vapor. Esta disposición elimina la necesidad de tener que realizar una maniobra para dar la vuelta al tren al final de cada viaje.
Cuando uno o más autocoches están conectados a una misma locomotora de vapor debidamente equipada, la combinación se conoce como autotren o, históricamente, como tren automotor. También se dice que una locomotora de vapor provista del equipo necesario para formar parte de un autotrén está autoequipada.
El autocoche es el precursor del coche cabina que se usa con los trenes de marcha reversible.

## Características de diseño

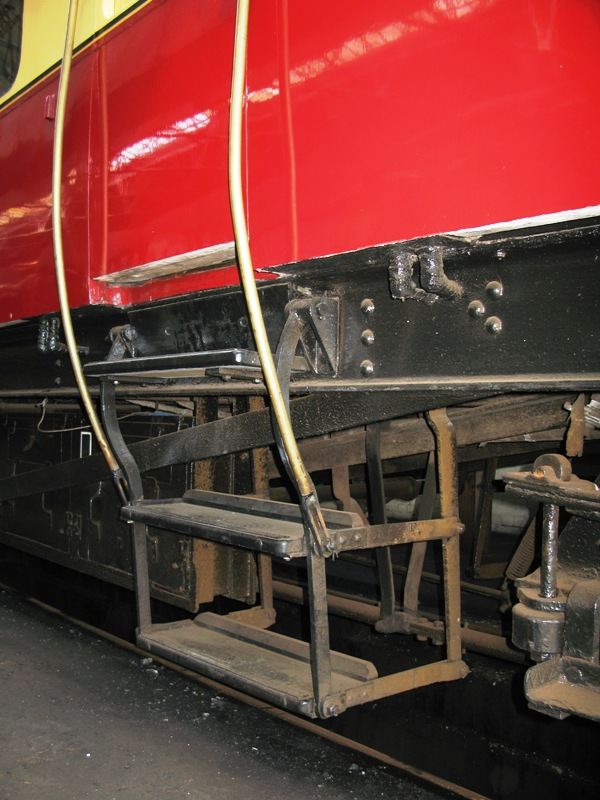
Escalones retráctiles para el acceso desde andenes de baja altura

Para impulsar el tren automotor se utiliza una locomotora equipada con un equipo de control adicional. Cuando se circula en el modo 'autocoche primero', la regulación se efectúa mediante un enlace mecánico a un eje giratorio situado por debajo del suelo del autocoche. Este enlace se acopla a su vez (a través de un mecanismo telescópico) con otro eje que corre por debajo del suelo del autocoche en toda su longitud. Este eje es accionado por una segunda palanca reguladora (véase la secuencia de fotografías que figura a continuación). El maquinista puede operar el regulador, los frenos y el silbato de la locomotora desde el extremo más alejado (la cabina) del autocoche; mientras que el fogonero permanece en la locomotora y controla los ajustes de la máquina de vapor. El maquinista también puede advertir sobre el comienzo de una maniobra de aproximación del tren utilizando un gran gong mecánico, montado de manera prominente en lo alto del extremo de la cabina del autocoche, que se opera pisando un pedal en el suelo de la cabina. El maquinista, el interventor y el fogonero se comunicaban entre sí mediante un sistema de timbres eléctricos.
Internamente, la sección de pasajeros del autocoche se divide en dos salones abiertos, originalmente para fumadores y no fumadores, con un vestíbulo en el medio que los separa. Por lo general, hay un pequeño compartimento para guardar equipaje en el extremo "loco" (sin conductor) del autocoche. La disposición de los asientos es similar a la del suelo inferior de un autobús moderno, con una combinación de asientos normales y asientos tipo banco que miran hacia adentro. Los pasajeros acceden al autotren a través del vestíbulo. El coche está equipado con escalones retráctiles, que se extienden si el tren se detiene en un apeadero de una zona rural con un andén inexistente o de baja altura, y que se pliegan firmemente contra la estructura del vagón para liberar el gálibo inferior del tren cuando este se pone en marcha. Estos escalones son controlados por el interventor usando unas palancas situadas en el vestíbulo del coche.
Algunos autocoches se fabricaron a partir de automotores de vapor antiguos, suprimiéndoles el motor de vapor. El tipo de autocoche más familiar se introdujo en 1928. El diseño resultó muy duradero, con 163 unidades construidas prácticamente sin cambios. Las últimas unidades se fabricaron algunos años después de la nacionalización auspiciada por la creación de British Rail en 1954.
|  |  |  |  |

## En funcionamiento

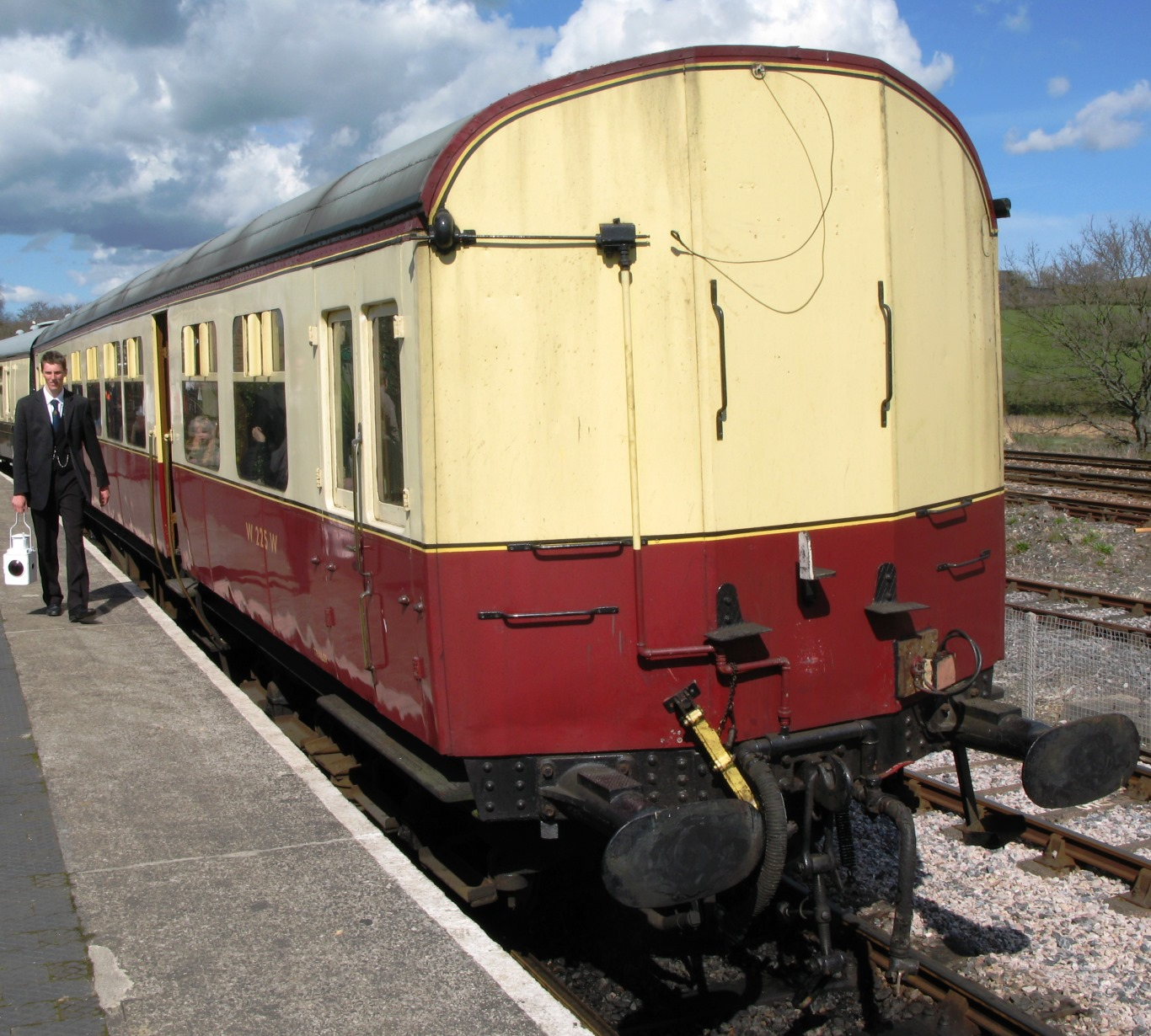
El extremo sin cabina de un coche W225 conservado con la librea de British Rail en el Ferrocarril de Devon del Sur

Si se usaba más de un autocoche en la misma composición, la locomotora generalmente se colocaba entre los coches, con el fin de evitar que la configuración de los enlaces de control pudiera dificultar las operaciones. Esta disposición no siempre era posible cuando las plataformas giratorias no eran adecuadas para dar la vuelta a los coches y, por lo tanto, hasta dos autocoches podían seguir o ir por delante de una locomotora, con los extremos que contaban con cabina alejados de la locomotora.
Muchos servicios suburbanos de GWR alrededor de Plymouth estaban integrados por formaciones de autotrenes fijos de cuatro autocoches, dos a cada lado de la locomotora con cabinas en cada dirección. Cuando se introdujeron en 1906, se hicieron experimentos para armonizar la apariencia de la locomotora en el medio del tren cortando los tanques laterales y encerrando toda la locomotora en una carrocería cuadrada del mismo diseño básico, alto y ancho que los vagones, completándolo con 'ventanas' y la misma librea de pintura chocolate/crema. Se modificaron dos locomotoras Clase 2021 y otras dos de la Clase 517 de esta manera.

## Accidentes e incidentes
- El 15 de abril de 1923, el coche n° 70 formó un tren de pasajeros arrastrado por la locomotora n° 215. El tren chocó frontalmente con un tren de carga en Curry Rivel, Somerset, debido a un error del encargado de las señales. Nueve personas resultaron heridas.[5]
- El 16 de noviembre de 1937, un tren vacío en una vía muerta en el extremo este de la Estación de Ealing Broadway (entre los andenes 2 y 3) estaba esperando una orden desde el andén para formar el próximo servicio con destino a la Estación de Denham, cuando el maquinista puso en marcha el tren en medio de una espesa niebla sin advertir que no estaba habilitado su itinerario ni que las señales todavía no le autorizaban el paso, y el auto-remolque descarriló al dirigirse a una zona de enclavamiento. Este remolque, el nº 211 del Diagrama A31, se había convertido en agosto de 1935 a partir del automotor de vapor nº 81 (Diagrama 1X). Una vez reparado tras el accidente, no fue retirado hasta marzo de 1959.[6][7][8][9][10]

## Locomotoras autoequipadas
Varias clases de locomotoras incluían unidades equipadas para trabajar en autotrenes en diferentes momentos:
| Tipo                  | Locomotoras producidas | Introducción | Preservadas            | Comentarios                                                                      |
| --------------------- | ---------------------- | ------------ | ---------------------- | -------------------------------------------------------------------------------- |
| Clase 455 2-4-0T      | Unas 40                | 1869         | –                      | Algunas equipadas con cambio automático después de 1905                          |
| Clase 517 0-4-2T      | 86                     | 1868         | –                      | Algunas equipadas con cambio automático después de 1905                          |
| Clase 1076 0-6-0ST/PT | 21                     | 1870         | –                      | Algunas equipadas con cambio automático después de 1905                          |
| Clase 2021 0-6-0ST/PT | 27                     | 1897         | –                      | Algunas equipadas con cambio automático después de 1905                          |
| Clase 4575 2-6-2T     | 15                     | 1927         | 5526, 5541, 5542, 5572 | Algunas equipadas con equipo automático en 1953                                  |
| Clase 4800 0-4-2T     | 75                     | 1932         | 1420, 1442, 1450, 1466 | Versión autoequipada de una Clase 5800 posteriormente renumerada como Clase 1400 |
| Clase 5400 0-6-0PT    | 25                     | 1930         | –                      | Todas autoequipadas                                                              |
| Clase 6400 0-6-0PT    | 40                     | 1932         | 6412, 6430, 6435       | Versión de ruedas más pequeñas de la Clase 5400, todas autoequipadas             |